# 孤妄 〜コスモス〜
「孤妄 〜コスモス〜」は、2004年11月にリリースされたアンティック-珈琲店-の通算3枚目のシングルである。発売元はRed Cafe。

## 解説
- オリジナルアルバムには未収録で、2009年末に発売のベストアルバム『アンティック-珈琲店-』に#1と#2が収録された。

## 収録曲
1. 似非占い(4分34秒)
  - 作詞:みく／作曲:カノン
2. 逃避回路(4分44秒)
  - 作詞:みく／作曲:カノン
3. ダックのマジカルアドベンチャー
  - 作詞:みく